# 13kai va gekkó
A 13kai va gekkó (十三階は月光; Dzsúszankai va gekkó; Hepburn: Jūsankai wa gekkō; „A 13. emelet holdfény”) a Buck-Tick japán rockegyüttes tizennegyedik nagylemeze, mely 2005-ben jelent meg. Negyedik volt az Oricon albumlistáján, 28 104 eladott példánnyal.

## Koncepció
Az album gothic rock és visual goth stílusú; Szakurai Acusi kedveli a gót szubkultúrát, egy kivételével az összes dalhoz ő írta a dalszöveget. Imai Hiszasi az előző lemezüket népszerűsítő turné során állt elő az ötlettel, amihez további lökést adott neki Szakurai szólólemeze. A Cabaret és a Doll című dalokban Szakurai nőkre jellemző szókincset és nyelvtant használ, a Dókesi A című dal pedig egy pierrot (pantomimbohóc) szemszögéből íródott.

## Dallista
Az összes dalszöveg szerzője Szakurai Acusi, kivéve, ahol külön jelölve van; az összes szám szerzője Imai Hiszasi, kivéve, ahol külön jelölve van.
| #   | Cím                                       | Dalszöveg    | Zene            | Hossz |
| --- | ----------------------------------------- | ------------ | --------------- | ----- |
| 1.  | Enter Clown (instrumentális)              |              |                 |       |
| 2.  | Kórin (降臨)                              |              |                 |       |
| 3.  | Dókesi A (道化師A)                        |              |                 |       |
| 4.  | Cabaret                                   |              | Hosino Hidehiko |       |
| 5.  | Idzsin no joru (異人の夜)                 |              | Hosino Hidehiko |       |
| 6.  | Clown Loves Señorita (instrumentális)     |              |                 |       |
| 7.  | Goblin                                    |              |                 |       |
| 8.  | Alive                                     |              |                 |       |
| 9.  | Gessoku (月蝕)                            |              |                 |       |
| 10. | Lullaby II (instrumentális)               |              |                 |       |
| 11. | Doll                                      |              |                 |       |
| 12. | Passion                                   |              | Hosino Hidehiko |       |
| 13. | 13bjó (13秒; instrumentális)              |              |                 |       |
| 14. | Romance -Incubo-                          |              |                 |       |
| 15. | Seraphim                                  | Imai Hiszasi |                 |       |
| 16. | Muma - The Nightmare (夢魔-The Nightmare) |              |                 |       |
| 17. | Diabolo -Lucifer-                         |              |                 |       |
| 18. | Who's Clown? (instrumentális)             |              |                 |       |